# Крест Заслуги «За храбрость»
Знак отличия «Крест Заслуги «За храбрость» (пол. Krzyż Zasługi za Dzielność) — государственная награда Польской Республики.

## История
Крест был учрежден распоряжением Президента Польской Республики от 7 марта 1928 года. Он являлся разновидностью Креста Заслуги, учрежденного в 1923 году.
С учреждением нового знака отличия, награждение лиц перечисленных министерств и ведомств Крестом Заслуги было прекращено.
Право награждения Крестом Заслуги «За Храбрость» принадлежало премьер-министру Польской Республики по представлению министра иностранных дел.
Награждение приурочивалось ко дню рождения Ю. Пилсудского, то есть к 19 марта.
Первое награждение состоялось 19 марта 1928 года. Первым удостоился этой награды комиссар-инспектор государственной полиции Львовского воеводства Н. Грабовский.
В 1928 году было произведено 147 награждений, а за период с 1928 года по 1938 год Крестом Заслуги «За Храбрость» было награждено 377 человек.
Распоряжением Президента Республики от 11 февраля 1939 года Крестом Заслуги «За Храбрость» могли быть награждены солдаты и офицеры сухопутных войск и военно-морских сил Войска Польского.
Крест выдавался награждённым бесплатно. Стоимость изготовления знаков отличия погашалась министерством финансов. Кроме того, награждённые имели право на получение пожизненной пенсии в размере 200 злотых в год.
В период Польской Народной Республики Крест Заслуги «За храбрость» не выдавался.
Актом Парламента Польской Республики от 16 октября 1992 года «О государственных наградах» (Dz. U. 99/450) был включен в реестр государственных наград Третьей Республики.

## Положение
Крест Заслуги «За Храбрость» имел статут особого знака отличия для награждения служащих государственной полиции, полиции Силезского воеводства, а также солдат и офицеров Корпуса охраны пограничья и таможни, которые «… в особо тяжелых условиях с риском для жизни и здоровья проявили мужество и отвагу при охране порядка, неприкосновенности государственных границ, а также жизни и имущества граждан».
Крест Заслуги «За Храбрость» имел только одну степень. Награждение могло производиться три раза.
При повторном награждении вместо очередного знака отличия награждённому вручался Диплом и металлический посеребренный поясок для крепления к ленте.
Таким образом, лицо, награждённое Крестом Заслуги «За Храбрость» три раза, имело право носить знак отличия на ленте с двумя металлическими поясками.
Крест Заслуги «За Храбрость» носился на левой стороне груди после Креста Храбрых.

## Описание
Знак Креста Заслуги «За Храбрость» имеет вид слегка выпуклого с лицевой стороны равностороннего стилизованного креста с расширяющимися к концам плечами, которые заканчиваются шариками.
На плечах креста помещена надпись:
- на верхнем: "ZA";
- на левом: "DZIEL";
- на правом: "NOSC".

С лицевой стороны плечи креста залиты рубиново-красной эмалью, сквозь которую просматривается их чешуйчатая поверхность.
В промежутках между плечами креста располагаются пять расходящихся от центра лучей.
В центре креста в медальоне, залитом эмалью белого цвета, помещена монограмма из двух букв "RP". Медальон окружен двумя кольцами: внутреннее залито эмалью красного цвета, внешнее украшено волнистым орнаментом.
Кольцо, соединяющее крест с лентой, выполнено в виде лаврового венка. Диаметр кольца 20 мм.
Оборотная сторона креста гладкая, полированная.
Все элементы креста, не покрытые эмалью, посеребренные.
Размеры креста: 40 х 40 мм, основание 18 мм, диаметр медальона 18 мм.
Поясок повторного награждения для крепления к ленте имел вид гладкой матовой пластинки с полированными краями и с тиснением в виде дубовых ветвей посредине. Ширина пояска 8 мм.

## Лента
Лента Креста  шелковая муаровая темно-красного (кларет) цвета с двумя продольными полосками голубого цвета по бокам. Ширина ленты 40 мм, ширина голубых полосок 3 мм каждая. Полоски отстоят от краев ленты на расстоянии 1 мм.
К ленте крепится узкая двухцветная (зеленая и темно-синяя) ленточка. Она проходит по диагонали от верхнего левого края к нижнему правому краю. Её ширина 10 мм.
Первоначальный вариант (1923 год):
- Крест Заслуги «За храбрость»;
  -  Крест Заслуги «За храбрость», двукратное награждение;
    -  Крест Заслуги «За храбрость», трёхкратное награждение

С 1992 года:
- Крест Заслуги «За храбрость»;
  -  Крест Заслуги «За храбрость», двукратное награждение;
    -  Крест Заслуги «За храбрость», трёхкратное награждение
      -  Крест Заслуги «За храбрость», четырёхкратное награждение.